# Alessandra Buonanno

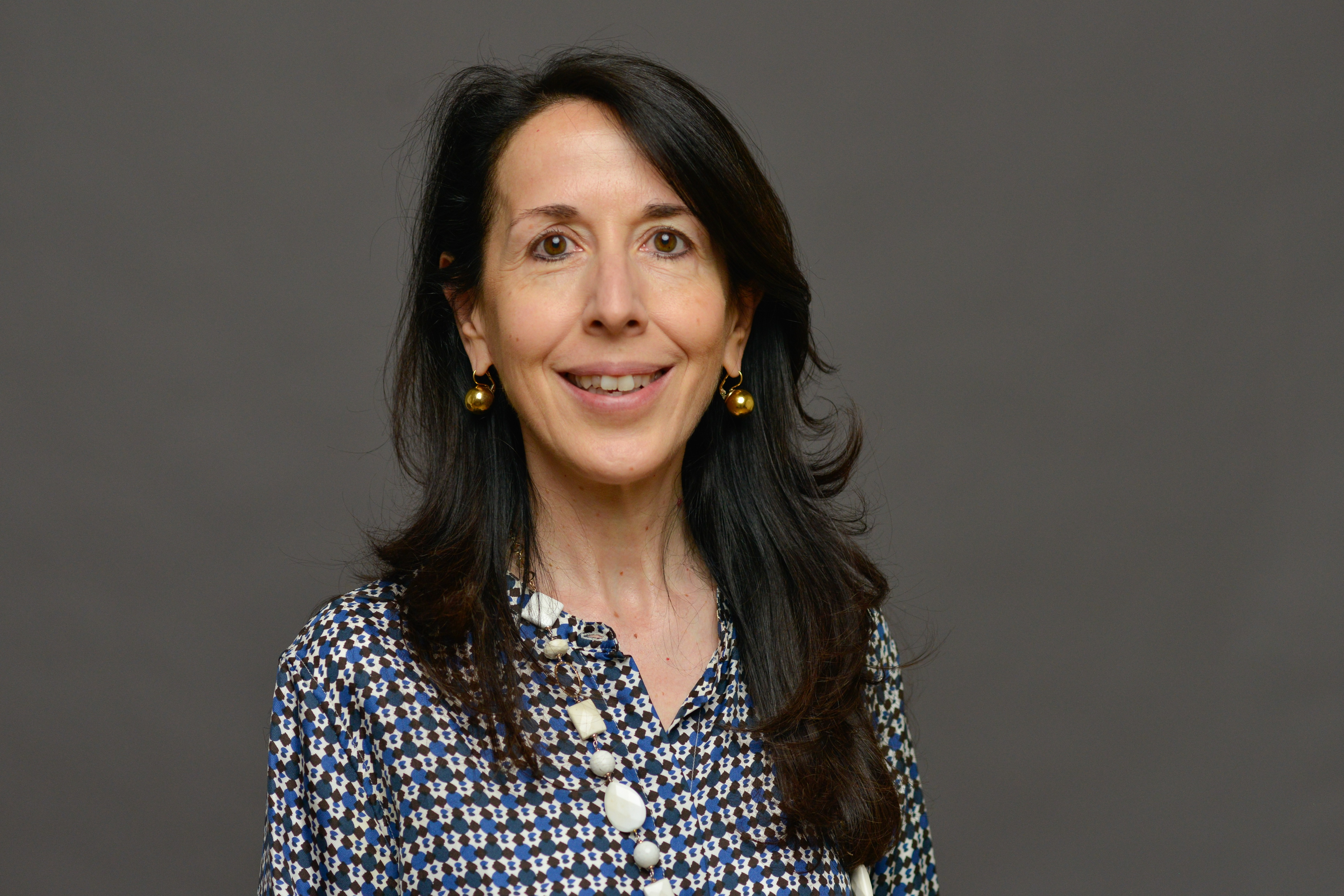
Alessandra Buonanno

Alessandra Buonanno (* 1968 in Cassino) ist eine italienisch-US-amerikanische Physikerin, die auf dem Gebiet der theoretischen Gravitationswellenphysik und der Kosmologie arbeitet. Sie ist seit 2014 Direktorin am Max-Planck-Institut für Gravitationsphysik (Albert-Einstein-Institut) in Potsdam, wo sie die Abteilung Astrophysikalische und Kosmologische Relativitätstheorie (Astrophysical and Cosmological Relativity) leitet. Sie hält seit dem Jahr 2005 eine Professur an der University of Maryland in College Park, Maryland sowie (seit 2017) Honorarprofessorin an der Humboldt-Universität zu Berlin und der Universität Potsdam. Sie ist Mitglied und Principal Investigator in der LIGO Scientific Collaboration, die im Jahr 2015 Gravitationswellen von der Verschmelzung zweier Schwarzer Löcher beobachtete.

## Ausbildung und Entwicklung
Bereits im Gymnasium in ihrer Heimatstadt Cassino in der Provinz Frosinone interessierte sich Alessandra Buonanno für Teilchenphysik und las populäre Artikel und Bücher zu dieser Thematik. Buonanno erwarb 1993 den Laurea-Abschluss in Physik an der Universität Pisa und wurde dort 1996 promoviert. Nach einem Forschungsaufenthalt am CERN und einer Postdoktorandenstelle am Institut des Hautes Études Scientifiques (IHES) in Frankreich war sie Tolman-Prize Fellow am California Institute of Technology (Caltech) in den USA, wo sie zwischen 2002 und 2014 ein paar Mal als Gastwissenschaftlerin tätig war. Sie erhielt 2001 eine permanente wissenschaftliche Stelle am Institut d’Astrophysique de Paris (IAP) als Chargée de 1ère classe (CR1) und 2005 am Laboratoire Astroparticule et Cosmologie (APC) des Centre national de la recherche scientifique (CNRS) in Paris. Im Jahr 2005 wurde sie als Professorin für Physik an die University of Maryland at College Park berufen. 2007 war Buonanno Kavli-Stipendiatin beim Kavli Frontiers of Science Japanese-American Symposium der U.S. National Academy of Sciences. Als Nachfolgerin von Bernard Schutz wurde sie 2014 zur Direktorin ans Max-Planck-Institut für Gravitationsphysik in Potsdam berufen. Seit 2017 ist sie Honorarprofessorin an der Humboldt-Universität zu Berlin und an der Universität Potsdam. Buonanno ist Mitglied und Principal Investigator in der LIGO Scientific Collaboration.
Buonanno war ein Fellow der Alfred P. Sloan Foundation an der University of Maryland. Sie war ein William-and-Flora Hewlett-Fellow am Radcliffe Institute for Advanced Study der Harvard University. Sie ist Fellow der International Society for General Relativity and Gravitation, der American Physical Society und sie war Distinguished Visiting Research Chair am Perimeter-Institut in Waterloo, Kanada in den Jahren 2014–2020.
Buonanno hat die US-Staatsbürgerschaft.

## Arbeitsgebiete
Buonanno befasst sich mit der analytischen Modellierung der Dynamik Schwarzer Löcher in der Allgemeinen Relativitätstheorie, dem Wechselspiel von analytischer und numerischer Relativitätstheorie und der Suche nach Gravitationswellen mit laserinterferometrischen Gravitationswellendetektoren (GEO600, LIGO und Virgo). Zusammen mit Thibault Damour führte sie 1999 das Zweikörperproblem in der Allgemeinen Relativitätstheorie auf einen Effective One Body (EOB)-Formalismus für die analytische Lösung umeinander kreisender Schwarzer Löcher auf dem Weg zur Verschmelzung zurück. Das war ein Ansatz, um die „erste komplette Wellenform der Gravitationswellen von verschmelzenden Schwarzen Löchern analytisch“ voraussagen zu können. Des Weiteren ist Buonanno eine der Pionierinnen, Resultate aus analytisch-relativistischen Berechnungen und numerisch-relativistischen Simulationen zur effizienten und präzisen Berechnung von Wellenform-Modellen zu kombinieren, die zur Suche nach Gravitationswellen verwendet werden können, die bei der Verschmelzung kompakter binärer Objekte ausgesendet werden. Diese Modelle wurden verwendet, um Gravitationswellen verschmelzender Schwarzer Löcher zum ersten Mal nachzuweisen und um deren astrophysikalische und kosmologische Eigenschaften abzuleiten. Solch präzise Wellenformen erlauben Rückschlüsse auf astrophysikalische Prozesse und Parameter und ermöglichen Tests der Allgemeinen Relativitätstheorie. Neben der Modellierung von Gravitationswellen kompakter Binärsysteme berechnete sie gemeinsam mit Yanbei Chen auch das quantenoptische Rauschen in den advanced-LIGO Gravitationswellendetektoren und zeigte, dass Quantenkorrelationen zwischen Photonen-Schrotrauschen und dem Strahlungsdruckrauschen (d. h. der optische Federeffekt) in diesen Detektoren die durch die Heisenbergsche Unschärferelation auferlegten Beschränkungen umgehen können. Außerdem befasst sie sich mit Gravitationswellen im frühen Universum.

## Auszeichnungen
- 2023 wurde Buonanno von der Universität Stockholm und dem Nobelkomitee der Königlich Schwedischen Akademie der Wissenschaften mit der Oskar-Klein-Medaille ausgezeichnet und hielt die Oskar-Klein-Gedächtnisvorlesung[29]
- 2023 wurde Buonanno in die Accademia Nazionale dei Lincei (Nationale Akademie der Wissenschaften Italiens) gewählt.[30]
- 2022 Tomalla-Preis für ihre „herausragenden Arbeiten auf dem Gebiet der Gravitationswellenphysik“[31]
- 2021 Balzan-Preis im Bereich „Gravitation: physikalische und astrophysikalische Aspekte“ (gemeinsam mit Thibault Damour)[32]
- 2021 Dirac-Medaille und Preis des ICTP[33]
- 2021 wurde Buonanno in die Nationale Akademie der Wissenschaften Leopoldina[34] und die National Academy of Sciences[35] gewählt.
- 2021 Aufnahme in die Berlin-Brandenburgische Akademie der Wissenschaften[36]
- 2021 wurde Buoanno gemeinsam mit Thibault Damour und Frans Pretorius mit der Galileo-Galilei-Medaille des Istituto Nazionale di Fisica Nucleare ausgezeichnet.[37]
- 2019 wurde sie mit der 8th Benjamin Lee Professorship, Asian Pacific Center for Theoretical Physics, Süd-Korea, ausgezeichnet.[38]
- 2018 erhielt sie den Gottfried-Wilhelm-Leibniz-Preis für den weltweit ersten Nachweis der Existenz von Gravitationswellen.[18][1]
- Ihr wurden (als Teil der LIGO Scientific Collaboration) folgende weitere Preise verliehen:
der Group Achievement Award der Royal Astronomica Society im Jahr 2017,[39] die Einstein-Medaille der Albert Einstein-Gesellschaft im Jahr 2017,[40] der Prinzessin-von-Asturien-Preis für Wissenschaftliche und Technische Forschung im Jahr 2017,[41] der HEAD Bruno Rossi Prize der American Astronomical Society im Jahr 2017,[42] der Special Breakthrough Prize in Fundamental Physics im Jahr 2016,[43] der Gruber-Preis für Kosmologie im Jahr 2016[44].
- 2016 erhielt sie mit Karsten Danzmann und Bruce Allen den Niedersächsischen Staatspreis.[45]
- 2011–2012 war sie William and Flora Hewlett Fellow am Radcliffe Institute for Advanced Study der Harvard University.[14]
- 2011 wurde sie zum Fellow der American Physical Society (APS) ernannt.[16]
- 2010 wurde sie zum Fellow der International Society on General Relativity and Gravitation (ISGRG) ernannt.[15]
- 2007 erhielt sie ein Richard A. Ferrell Distinguished Faculty Fellowship von der University of Maryland, College Park.[46]
- 2006–2008 erhielt Buonanno ein Sloan Research Fellowship.[47]
- 2000 zeichnete die Italian Society of General Relativity and Gravitational Physics (SIGRAV) sie mit dem SIGRAV-Preis aus.[48]